# Il sonno del demonio
Il sonno del demonio, pubblicato in Italia anche con il titolo Il sonno del gigante (Le sommeil du démon) è un romanzo fantastico per ragazzi del 2002, secondo capitolo della serie  Peggy Sue e gli invisibili scritta da Serge Brussolo in lingua francese.

## Trama
Peggy Sue, ragazza quattordicenne e occhialuta, è da poco scappata per un pelo all'ultimo inganno mortale degli invisibili, una specie di fantasmi crudeli che solo lei può vedere, che dicono di aver creato la Terra. Lei e il cane blu, telepatico e appena uscito da pericolose manie e progetti sulla conquista del mondo, si trasferiscono nel deserto con i genitori e la sorella maggiore di Peggy Sue. Dopo un attentato al papà di Peggy da parte degli Invisibili, l'uomo è costretto a trasferirsi e a lavorare come guardiano in un vecchio aeroporto abbandonato nel Messico, dove Peggy Sue scopre che un suo coetaneo, Sebastian (che in realtà ha settant'anni), si nasconde in uno degli hangar per sfuggire al mondo dei miraggi, da cui è uscito con una terribile maledizione: alla minima disidratazione, si tramuta in un mucchietto di sabbia. Paggy e il suo fedele cane blu devono salvare il mondo dei miraggi, un tempo alimentato dai sogni di un demonio addormentato, e che ora prende la forma dei suoi incubi. Il trio arriva nel miraggio tramite un aereo magico. Una volta nel mondo dei miraggi dovranno arrivare nella fortezza del genio, il che non si presenta semplice: dovranno superare tre giardini stregati, strade rimpicciolenti, terreni che fanno diventare ortaggi, finché Peggy non scoprirà che sono gli invisibili, con un ago magico ad "incubizzare" i sogni-bolla del demonio, ma nessuno le crede. Ma alla fine avrà la meglio sugli Invisibili e per ringraziarla, il demonio guarirà il cane blu: gli invisibili lo avevano infatti reso un uomo. Però il gigante non si riaddormenta e il miraggio sta ormai svanendo. Ma Peggy Sue, Sebastian e il cane blu risolveranno anche questo, ora possono tornare a casa, anche se il cane blu è un po' geloso, perché nel sacchetto che Peggy Sue custodisce con tanta cura ci sono le polveri di Sebastian, il suo amore, infatti i due si sono dichiarati a vicenda i loro reciproci sentimenti, fidanzandosi.